# Pradosia subverticillata
Pradosia subverticillata – gatunek rośliny należący do rodziny sączyńcowatych. Jest gatunkiem występującym na terenie centralnej Amazonii.